# Раффаеле Ді Фуско
 Раффаеле Ді Фаско (італ. Raffaele Di Fusco, нар. 6 жовтня 1961, Ріардо) — італійський футболіст, що більшу частину кар'єри провів як резервний воротар у складі таких команд як «Наполі» і «Торіно».
По завершенні ігрової кар'єри — тренер.

## Ігрова кар'єра
Народився 6 жовтня 1961 року в Ріардо. Вихованець футбольної школи «Наполі».
У дорослому футболі дебютував 1980 року виступами на правах оренди за команду «Ланероссі», в якій провів три сезони, взявши участь у 26 матчах чемпіонату.
1983 року повернувся до «Наполі», тренерський штаб якого надав своєму вихованцю закріпитися в основній команді. Тут Ді Фаско протягом наступних трьох сезонів взяв участь у 10 іграх італійської першості, після чого був знову відданий в оренду, його разу до «Катандзаро». За рік, у 1986, повернувся до «Наполі», де на наступні чотири роки знову став резервним голкіпером. У цьому статусі двічі, у 1987 і  1990 роках, ставав чемпіоном Італії, за результатами розіграшу 1986/87 став володарем Кубка Італії, а у 1988-1989 роках був у заявці команди, що виборола Кубок УЄФА.
Згодлм протягом 1990–1993 років захищав кольори «Торіно», куди також був запрошений як запасний воротар і де в розіграші 1992/93 знову став володарем Кубка Італії.
Протягом цих років двічі виборював титул чемпіона Італії, ставав володарем Кубка Італії, , володарем Кубка УЄФА, володарем Кубка Мітропи.
1993 року повернувся до «Наполі», на звичне місце воротаря-резервиста, і провів у цьому статусі заключні п'ять сезонів своєї професійної кар'єру футболіста.

## Кар'єра тренера
Завершивши ігрову кар'єру, залишився у структурі «Наполі», ставши 1998 року одним із тренерів молодіжної команди. Згодом у 2000–2001 роках відповідав за підготовку голкіперів головної команди неаполітанців.
На початку 2000-х мав досвід свмостіної тренерської роботи у нижчолігових командах, утім згодом зосередився на підготовці голкіперів, працюючи на відповідних позиціях у тренерських штабах клубів «Сієна», «Мессіна», «Про Патрія», «Торіно» та «Лечче».

## Статистика виступів

### Статистика клубних виступів
| Сезон              | Команда            | Чемпіонат          | Чемпіонат | Чемпіонат | Національний кубок | Національний кубок | Національний кубок | Континентальні кубки | Континентальні кубки | Континентальні кубки | Усього | Усього |
| Сезон              | Команда            | Ліга               | Ігор      | Голів     | Ліга               | Ігор               | Голів              | Ліга                 | Ігор                 | Голів                | Ігор   | Голів  |
| ------------------ | ------------------ | ------------------ | --------- | --------- | ------------------ | ------------------ | ------------------ | -------------------- | -------------------- | -------------------- | ------ | ------ |
| 1982–83            | «Наполі»           | A                  | 0         | 0         | КІ                 | 4                  | -7                 | -                    | -                    | -                    | 4      | -7     |
| 1983–84            | «Наполі»           | A                  | 2         | -1        | КІ                 | 0                  | 0                  | -                    | -                    | -                    | 2      | -1     |
| 1984–85            | «Наполі»           | A                  | 8         | -2        | КІ                 | 0                  | 0                  | -                    | -                    | -                    | 8      | -2     |
| 1985–86            | «Катандзаро»       | B                  | 26        | -29       | КІ                 | 2                  | -5                 | -                    | -                    | -                    | 28     | -34    |
| 1986–87            | «Наполі»           | A                  | 1         | -1        | КІ                 | 4                  | -2                 | КУЄФА                | 0                    | 0                    | 5      | -3     |
| 1987–88            | «Наполі»           | A                  | 1         | -2        | КІ                 | 0                  | 0                  | ЛЧ                   | 0                    | 0                    | 1      | -2     |
| 1988–89            | «Наполі»           | A                  | 3         | -1        | КІ                 | 4                  | -1                 | КУЄФА                | 0                    | 0                    | 7      | -2     |
| 1989–90            | «Наполі»           | A                  | 2         | -3        | КІ                 | 0                  | 0                  | КУЄФА                | 0                    | 0                    | 2      | -3     |
| 1990–91            | «Торіно»           | A                  | 0         | 0         | КІ                 | 0                  | 0                  | КМ                   | 3                    | -1                   | 3      | -1     |
| 1991–92            | «Торіно»           | A                  | 3         | -1        | КІ                 | 0                  | 0                  | КУЄФА                | 0                    | 0                    | 3      | -1     |
| 1992–93            | «Торіно»           | A                  | 0         | 0         | КІ                 | 0                  | 0                  | КУЄФА                | 0                    | 0                    | 0      | 0      |
| Усього за «Торіно» | Усього за «Торіно» | Усього за «Торіно» | 3         | -1        |                    | 0                  | 0                  |                      | 3                    | -1                   | 6      | -2     |
| 1993–94            | «Наполі»           | A                  | 7         | -8        | КІ                 | 2                  | -3                 | -                    | -                    | -                    | 9      | -11    |
| 1994–95            | «Наполі»           | A                  | 2         | -2        | КІ                 | 3                  | -4                 | КУЄФА                | 0                    | 0                    | 5      | -6     |
| 1995–96            | «Наполі»           | A                  | 0         | 0         | КІ                 | 0                  | 0                  | -                    | -                    | -                    | 0      | 0      |
| 1996–97            | «Наполі»           | A                  | 1         | 0         | КІ                 | 0                  | 0                  | -                    | -                    | -                    | 1      | 0      |
| 1997–98            | «Наполі»           | A                  | 7         | –         | КІ                 | 1                  | 0                  | -                    | -                    | -                    | 7      | –      |
| Усього за «Наполі» | Усього за «Наполі» | Усього за «Наполі» | 34        | -39       |                    | 14                 | -17                |                      | 0                    | 0                    | 47     | -56    |
| Усього за кар'єру  | Усього за кар'єру  | Усього за кар'єру  | 63        | -69       |                    | 14                 | -22                |                      | 3                    | -1                   | 80     | -92    |

## Титули і досягнення
- Чемпіон Італії (2):

«Наполі»: 1986-1987, 1989-1990
- Володар Кубка Італії (2):

«Наполі»: 1986-1987
«Торіно»: 1992-1993
- Володар Кубка УЄФА (1):

«Наполі»: 1988-1989
- Кубка Мітропи (1):

«Торіно»: 1990-1991